# Arkadiusz Toński
Arkadiusz Toński (ur. 22 stycznia 1984 w Olsztynie) – polski kanadyjkarz, medalista mistrzostw Europy.

## Kariera sportowa
Treningi rozpoczął w 1999, był zawodnikiem OKS Olsztyn. W 2005 został wicemistrzem Europy w konkurencji C-4 1000 m (z Andrzejem Jezierskim, Michałem Gajownikiem i Wojciechem Tyszyńskim), w 2007 powtórzył ten sukces w konkurencji C-4 500 m (z Pawłem Skowrońskim, Łukaszem Woszczyński i Marcinem Grzybowskim). W 2008 zdobył brązowy medal mistrzostw Europy w konkurencji C-4 1000 m (z Łukaszem Woszczyńskim, Adamem Ginterem i Łukaszem Grosem). W pozostałych startach na mistrzostwach Europy zajmował miejsca: 2004 - 8. (C-4 200 m), 4. (C-4 500 m), 4. (C-4 1000 m), 2005 - 6. (C-4 200 m), 2006 - zdyskwalifikowany w finale C-4 500 m i C-4 1000 m, 2007 - 8. (C-2 200 m), 9. (C-2 500 m), 2008 - 4. (C-4 500 m), 2009 - 4. (C-4 1000 m) Na mistrzostwach świata zajmował miejsca: 2006 - 4. (C-4 1000 m), 2007 - 4. (C-4 500 m), 8. (C-4 1000 m), 2009 - 8. (C-4 1000 m).
Nigdy nie został mistrzem Polski seniorów.